# Барнашов, Владимир Михайлович
Владимир Михайлович Барнашов (26 февраля 1951, с. Рязаны, Муромцевский район, Омская область, РСФСР, СССР) — советский биатлонист, советский и российский тренер по биатлону, олимпийский чемпион, трёхкратный призёр чемпионатов мира по биатлону. Заслуженный мастер спорта СССР (1980), Заслуженный тренер СССР (1988), Заслуженный тренер России (2010).
Выступал за «Динамо» (Омск).

## Биография
С детства занимался лыжным спортом, тренировался в составе сборной областного совета ДСО «Урожай». После окончания школы поступил в лесной техникум. Продолжая тренироваться, выполнил норматив кандидата в мастера спорта по лыжным гонкам и 1-й разряд по бегу.
Во время службы в армии в погранвойсках (на Чёрном море) выполнил норматив кандидата в мастера спорта по морскому многоборью (легкая атлетика, плавание, гребля, стрельба). После армии возглавлял Муромцевский районный совет ДСО «Урожай».
С 1974 увлекся биатлоном. В 1975 вошёл в сборную профсоюзов, а в 1976 в сборную команду страны.
Зимние Олимпийские игры 1980 в Лейк-Плэсиде стали удачными для спортсмена. Барнашов выиграл золото в эстафете.
В 1980 году окончил Омский государственный институт физической культуры.
На игры в Сараево не попал из-за возраста. В 1984 завершил карьеру биатлониста, перешёл на тренерскую работу.
С 1984 по 1992 — тренер мужской сборной СССР по биатлону. Руководил командой на ЗОИ 1988, Объединенной командой на ЗОИ 1992.
Подготовил 6 олимпийских чемпионов (Дмитрий Васильев, Валерий Медведцев, Александр Попов, Евгений Редькин, Сергей Тарасов, Сергей Чепиков).
С 1992 по 1998 — главный тренер сборной Хорватии по лыжному спорту.
C декабря 2001 года — директор государственного учреждения Омской области (ГУ ОО) «Омский областной центр лыжного спорта».
В 2009—2011 года — главный тренер сборной России по биатлону. В эти годы она продемонстрировала наихудшие результаты за всю историю российского биатлона, за что Владимир Барнашов подвергался критике. В дальнейшем возглавлял тренерский совет Союза биатлонистов России.
Вице-президент Союза биатлонистов России по развитию биатлона в регионах. Секретарь Общественной палаты Омской области.

## Достижения, награды
- Чемпион Олимпиады-1980 в Лейк-Плэсиде в эстафете 4х7,5 км
- 3-кратный бронзовый призёр чемпионатов мира в эстафете 4х7,5 км (1979, 1981, 1982)
- Чемпион СССР 1980 в эстафете, 1981 в гонке патрулей на 25 км, 1982 в гонке на 10 км (в рамках зимней Спартакиады народов СССР) и эстафете.
- Обладатель Кубка СССР 1978 в гонке на 10 км
- Орден «Знак Почёта» (9.04.1980)[2]
- Медаль ордена «За заслуги перед Отечеством» II степени (21 октября 2010 года) — за успешную подготовку спортсменов, добившихся высоких спортивных достижений на XXI Олимпийских зимних играх 2010 года в городе Ванкувере (Канада)[3]
- Медаль «За трудовую доблесть» (1988)